# Hermann Isay
Hermann Isay (* 7. September 1873 in Berlin; † 21. März 1938 in Berlin) war ein deutscher Jurist.

## Leben

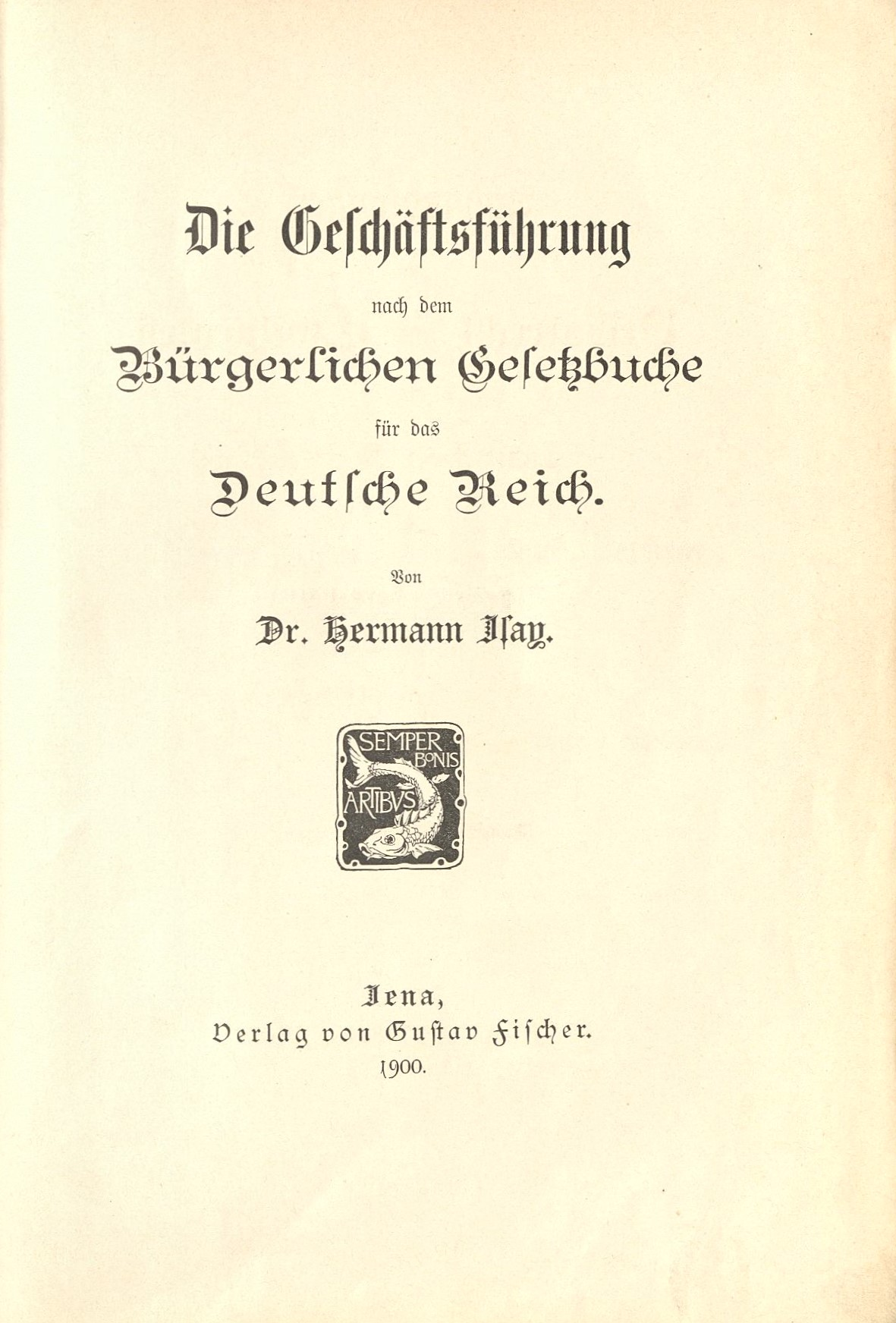
Die Geschäftsführung (1900)

Isay wurde als Sohn des Kaufmanns Adolf Isay und seiner Ehefrau Jenny, geb. Michaels, in Berlin geboren. Der Rechtsanwalt Rudolf Isay (1886–1956) war sein Bruder. Die Familie zog 1877 nach Trier. Am dortigen Friedrich-Wilhelm-Gymnasium legte Isay 1891 die Reifeprüfung ab. Von 1892 bis 1895 studierte er in Straßburg, Berlin und Bonn. Im Oktober 1895 wurde Isay mit einer Arbeit über den „Concursus duarum causarum lucrativarum“ in Erlangen promoviert. Seine 1899 erschienene Abhandlung Die Willenserklärung im Thatbestande des Rechtsgeschäfts nach dem Bürgerlichen Gesetzbuch für das Deutsche Reich ist unter Juristen heute noch für den in wenigen Zeilen dargestellten Fall der Trierer Weinversteigerung berühmt.
Von 1901 bis 1936 war Hermann Isay Rechtsanwalt und Notar in Berlin und hatte eine gemeinsame Kanzlei mit seinem Bruder Rudolf Isay und Eduard Reimer. 1919 habilitierte sich Isay mit der Schrift Das juristische Denken und seine Bedeutung für die Erziehung des Technikers und wurde Privatdozent und später außerordentlicher Professor für Bürgerliches Recht, Patent-, Muster- und Warenzeichenrecht an der Technischen Hochschule Berlin. Er war ein exponierter Vertreter der Freirechtsschule, der neben ihm auch Hermann Kantorowicz oder Ernst Fuchs angehörten.
Aus der Ehe mit Lily, geb. vom Baur, ging der Sohn Wolfgang-Hermann hervor.
Im NS-Staat wurden die Brüder Isay diskriminiert und erhielten Berufsverbot, da sie – obwohl nicht gläubig – der Herkunft nach und somit für die Behörden „rassisch“ Juden waren. 1933 wurde Hermann Isay das Notariat entzogen, 1934 verlor er seine Professur an der Technischen Hochschule. Isay starb am 21. März 1938 nach schwerer Krankheit in Berlin. Günther Roßmanith zitiert in den Schriften zur Rechtsgeschichte den ehemaligen Sozius, Eduard Reimer, der in einem Nachruf über Hermann Isay schrieb:

„Als Mensch mag Hermann Isay dem einen oder anderen schroff und unzugänglich erschienen sein. Wer ihn genau kannte, merkte von Schroffheit und Unzulänglichkeit nichts. Allerdings war Isay kein Freund vieler Worte, und so lag die außerordentliche Belehrung, die er den engsten Mitarbeitern wie den Fernstehenden erteilte, nicht nur in der Unterweisung durch seine Schriften, sondern vor allem in dem Beispiel des schlechthin vorbildlichen Berufslebens. Aber mehr noch: wer ihm näherstand, durfte die warmherzige Anteilnahme an den persönlichen Dingen des Lebens von Seiten des fast übermäßig beschäftigten Mannes als besonders wohltuend empfinden.“

## Privatbibliothek
Ein Buch aus der Privatbibliothek von Hermann Isay fand sich bei der Recherche nach NS-Raubgut in den Beständen der Württembergischen Landesbibliothek Stuttgart.

## Werke (Auswahl)
- Der Concursus duarum causarum lucrativum, Dissertation, Erlangen 1895.
- Die Willenserklärung im Thatbestande des Rechtsgeschäfts nach dem Bürgerlichen Gesetzbuch für das Deutsche Reich. Verlag von Gustav Fischer, Jena 1899 (= Abhandlungen zum Privatrecht und Civilprozeß des Deutschen Reiches. In zwanglosen Heften herausgegeben von Dr. Otto Fischer, Professor der Rechte an der Universität Breslau. Zweiter Band, 2. Heft) archive.org
- Die Geschäftsführung nach dem Bürgerlichen Gesetzbuche für das Deutsche Reich. Fischer, Jena 1900 (Abhandlungen zum Privatrecht und Civilprozeß des Deutschen Reiches; 6,1).
- Patentgesetz und Gesetz, betreffend den Schutz von Gebrauchsmustern. Vahlen, Berlin 1903.
- Die Gerichtsbarkeit in Patentprozessen. Vahlen, Berlin 1903.
- Allgemeines Berggesetz für die preußischen Staaten unter besonderer Berücksichtigung des Gewerkschaftsrechts. Bensheimer, Mannheim 1919–1920.